# Cathy Jordan

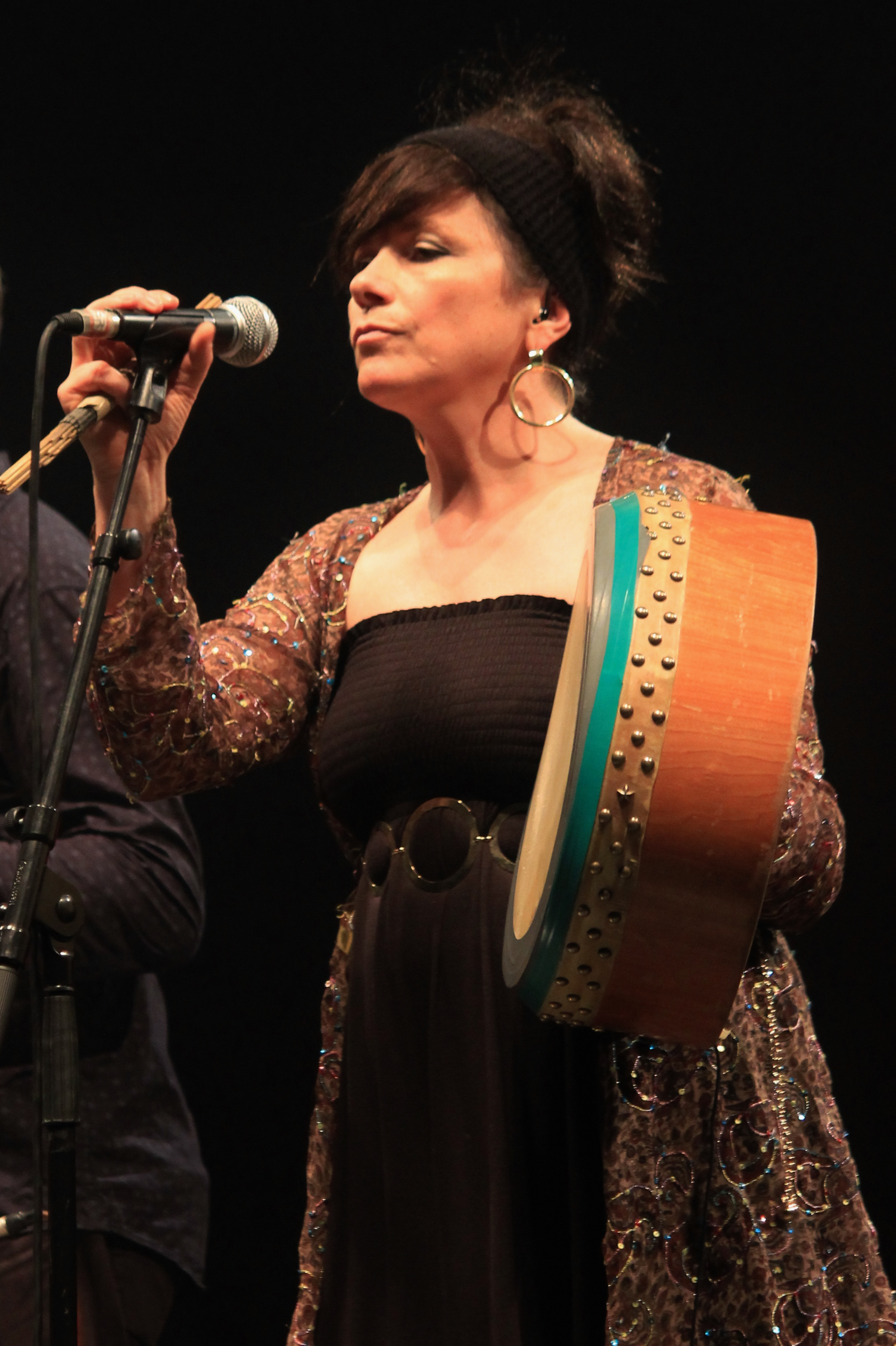
Cathy Jordan (2014)

Cathy Jordan (* 1972 in Scramogue, County Roscommon) ist eine irische Folkmusikerin (Gesang, Bodhrán, Bones sowie Gitarre und Bouzuki) und Songwriterin.

## Leben und Wirken
Jordan wuchs auf einer Farm in einer musikalischen Familie auf, in der viel gesungen wurde. Schon als Kind sang sie öffentlich bei Konzerten aller Art; in der Sekundarstufe spielte sie in Musicalaufführungen ihrer Schule Hauptrollen. Nach ihrem Schulabschluss 1988 arbeitete sie zunächst als Radio-DJ bei zwei lokalen Radiosendern, Elphin Radio und Independent Radio Longford.
Seit 1991 gehörte Jordan zur Folkband Dervish, mit der sie als Frontfrau in fast 40 Ländern spielte, auch beim Eurovision Song Contest 2007, und mit der beginnend mit Harmony Hill bis 2019 zehn Studioalben entstanden sowie Livealben wie From Stage to Stage (2010). 2007 Als Moderatorin trat sie zudem in 14 Radiosendungen auf, in denen sie mit Dervish die Breite der irischen Folkmusik präsentierte. Als Sängerin ist sie nur an zwei Titeln des Dervish-Albums The Great Irish Songbook beteiligt.
2007 begann Jordan selbst Songs gemeinsam mit Sharon Vaughn, dann mit Brendan Graham, Rosey und Susan Mc Keown zu schreiben. 2009 trat sie in dem Projekt Playing for Change auf. Weiterhin war sie Mitglied der Gruppe The Unwanted, in der sie mit Seamie O’Dowd und Rick Epping der gegenseitigen Beeinflussung von irischer und nordamerikanischer Volksmusik nachging (Music from the Atlantic Fringe, 2010). 2010 arbeitete sie auch mit der Folk-Rock-Band Rare Folk aus Sevilla zusammen. 2019 legte sie mit The Crannua Collective das gleichnamige Album vor.
Jordan ist auch als Solokünstlerin tätig. Ihr erstes Soloalbum mit dem Titel All the Way Home erschien im Januar 2012.  2022 veröffentlichte sie mit Paul Clarvis und Liam Noble das Album Freight Train. Sie ist auch auf Alben von Fiodhna Gardiner und John Doyle zu hören.